# Enric Ey
Enric Ey, Henri Ey en francès, (Banyuls dels Aspres, 10 d'agost del 1900 — 8 de novembre del 1977) va ser un metge psiquiatre i filòsof nord-català, conegut per haver intentat apropar la psiquiatria a la psicoanàlisi. Va ser un autor prolífic de literatura tècnica i va tenir anomenada pel seu ensenyament de casos clínics que feia com a catedràtic de medicina al parisenc hospital de Sainte Anne. La seva concepció de la psiquiatria gravita al voltant del concepte de l'organodinamisme

## Biografia
Després de fer Medicina a les universitats de Tolosa i de París, també estudià filosofia a aquesta darrera ciutat. Dirigí l'hospital psiquiàtric de Bonneval (Eure i Loir) durant dècades, del 1933 al 1970 i va tenir un lluït paper en diverses organitzacions internacionals: va ser conseller tècnic de l'OMS i delegat de l'Associació Mundial de Psiquiatria davant de la Comunitat Econòmica Europea. Impartí magisteri a l'hospital de Sante Anne, a París.
Dirigí la secció psiquiàtrica de l'Enciclopèdia Medicoquirúrgica francesa, fou autor de psiquiatria en francès i també publicà a la revista Monografies Mèdiques. Col·laborà amb la Universitat Catalana d'Estiu de Prada de Conflent.
Va ser distingit amb doctorats honoris causa per les universitats de Zuric, Lima, Mont-real, Hamburg i Barcelona. Una fundació a Perpinyà preserva i difon el coneixement de la seva obra.

## Ideari
Enric Ey destaca alhora les bases orgàniques (herència, fisiopatologia, neurotransmissors i altres) i la perspectiva dinàmica psicoanalítica, basada en l'audició de la parole (en l'accepció de Saussure) del subjecte. El seu enfocament rep el nom d'organodinamisme, amb què intenta realitzar una síntesi entre els símptomes psiquiàtrics i les dades neurofisiològiques; per a fer-ho es basa en la idea que la falla o manca d'una determinada funció pot ocasionar un desenvolupament excessiu d'una altra de veïna, fins a un extrem que pot ser patològic.
Les seves fonts històriques i teòriques beuen del corrent anomenat "Jacksonisme" (per John Hughlings Jackson), que aborda la psiquiatria com un intercanvi entre el fet clínic neurològic i l'evolucionisme. Aquesta apreciació es basa en obres d'en Jackson dels anys 30 que aplicaven el seu model a la psiquiatria, i l'utilitzaven, per exemple, en la descripció de l'esquizofrènia (en la distinció de símptomes primaris i secundaris). Propugnà (des del 1936 i fins al seu traspàs) una teoria mèdico-filosòfica, l'"organodinamisme", que és quelcom més que un «neo-jacksonisme» que manlleva de J.H. Jackson l'oposició entre els fenòmens negatius i positius, expressats pel fenomen de la dissolució que implica una inscripció corporal del dèficit, una tendència a mantenir o restaurar conjunts significatius (una referència a la Ganzheitsthéorie de Kurt Goldstein), una jerarquia dels nivells i una normativitat evolutiva de l'organisme (seguint Spencer i François Jacob) i finalment, una ontologia estratificada nivells de l'ésser (com explicava Nicolaï Hartmann).
Tot això té lloc en un joc "dialèctic" sobre les oposicions entre els dipols que formen els "7 Conceptes Clau" que coronen el Traité des hallucinations (1973): parelles antinòmiques que "no es poden definir cadascuna si no és pel seu contrari, és a dir, que s'exclouen mútuament, s'uneixen" (paradigma de la distinció-conjunció d'Edgar Morin). Són:
1. - El Subjecte i l'Objecte
2. - El jo i els altres
3. - La consciència i l'inconscient
4. - El Simbòlic (arrelat en el cos) i el pensament abstracte
5. - El Real i l'Imaginari
6. - L'Expressió (del desig) i la creació (de l'obra)
7. - La Voluntat i l'Automatisme

El vessant negatiu s'obre amb una advertència: no és ni prudent ni raonable d'inferir directament des del trastorn orgànic a la seva materialització en i pel símptoma (mecanicisme). Sempre hi haurà una "divergència òrgano-clínica". Això implica que hi ha un procés de reorganització en el procés de desorganització i sempre hi haurà un esdeveniment psíquic en el fet psicopatològic. Per tant, si la simptomatologia és, en la seva manifestació, relativament independent de la pertorbació negativa, sempre n'és patogènicament dependent.
El costat positiu acull totes les creacions artístiques, la inspiració poètica, la "bogeria" (el "nucli líric" de la humanitat), i el comporta per tant un lloc important en la psicoanàlisi. Una psicoanàlisi de què l'Ey en combat l'imperialisme (1970), però d'on n'utilitza els conceptes; no amb la voluntat d'aterrar Freud, sinó de complementar-lo. Així que hom n'ha pogut resumir el projecte -que, novament, no es pot limitar només a això- a una "unificació de la psiquiatria i la psicoanàlisi" (Sarró, 1978).

## Obres
- Hallucinations et Délire Alcan 1934 (reed.: L'Harmattan, 2000 ISBN 2-7384-7843-3)
- Des idées de Jackson à un modèle organo-dynamique en psychiatrie Doin, 1938 (reed.: Privat 1975; L'Harmattan 2000 ISBN 2-7384-5926-9)
- L. Bonnafé, S. Follin, J. Lacan, J. Rouart, Henri Ey Le Problème de la psychogenèse des névroses et des psychoses Desclée de Brouwer, 1950 (reed.: Tchou, 1977 i 2004)
- Études psychiatriques Desclée de Brouwer, 1948-1954 (reed.: CREHEY-Cercle de Recherche et d'Edition Henri Ey, 2007 ISBN 2-9527859-0-2)
- Henri Ey, dir. Traité de psychiatrie de l'Encyclopédie Médico-chirurgicale 1955
- Manuel de psychiatrie Masson, 1960 (5 reedicions)
- L'Inconscient Desclée de Brouwer, 1966 (reed.: L'Inconscient: VIe colloque de Bonneval Bibliothèque des Introuvables, 2006 ISBN 2-84575-187-7)
- La Conscience Presses Universitaires de France, 1963 (reed.: Desclée de Brouwer 1968)
- Conscience, article a l'Encyclopædia universalis, vol. IV (1969), p. 922-927
- La dissolution de la conscience dans le sommeil et le rêve et ses rapports avec la psychopathologie. Esquisse d'une théorie de la relativité généralisée de la désorganisation de l'être conscient et des diverses maladies mentales, a l'Evolution psychiatrique (reed.: 2007, n. 72 IBN 9782842998981)
- Traité des hallucinations Masson, 1973 (reed.: Bibliothèque des Introuvables, 2006 ISBN 2-84575-185-0 i 2-84575-186-9)
- La Notion de schizophrénie [séminaire de Thuir] Desclée de Brouwer, 1975
- Schizophrénie: études cliniques et psychopathologiques Empecheurs Penser en Rond, 1996 ISBN 2-908602-82-2
- Psychophysiologie du sommeil et psychiatrie Masson, 1974
- Défense et illustration de la psychiatrie Masson, 1977
- Naissance de la médecine Masson, 1981
- Le déchiffrement de l'inconscient: Travaux psychanalytiques 1964 (L'Harmattan, 2005 ISBN 2-7475-8008-3)
- Neurologie et psychiatrie 1947 (Hermann, 1998 ISBN 2-7056-6372-X)